# Lacul Urlea
Lacul Urlea este un lac glaciar situat pe versantul nordic al Făgărașului la altitudinea de 2170 m. Are o suprafață de 2 ha și o adâncime de 4,05 m.